# RD-0216
RD-0216とRD-0217はN2O4とUDMHを酸化剤リッチ二段燃焼サイクルで燃焼する液体 ロケットエンジンである。 RD-0216とRD-0217の違いはタンクを加熱されたガスで加圧するための熱交換器の有無である。  3基のRD-0216と1基のRD-0217がUR-100 ICBMの1段目で使用された。 エンジンは1974年まで生産され、1991年まで運用された。1100基以上のエンジンが生産された。
UR-100N計画のために1段目の推進はより強力なRD-0233エンジンを装備した。2段目にはRD-0235 (GRAU Index 15D113)と呼ばれるRD-0217の派生型が使用された。 それは真空中での運転に最適化されたノズル延長部を使用してそれにより比推力が10秒、推力が21キロニュートン (4,700 lbf)増えた。固定式のノズルと推力偏向のためにRD-0236バーニアエンジンを備えた。2015年時点でUR-100NUとロコットとストレラ用のエンジンの製造は終了した。